# Hashcheh-ye Soflá
Hashcheh-ye Soflá (persiska: هشچه سفلی, Ḩashcheh-ye Pā’īn, Ḩashcheh-ye Soflá) är en ort i Iran.   Den ligger i provinsen Khuzestan, i den centrala delen av landet, 600 km söder om huvudstaden Teheran. Hashcheh-ye Soflá ligger 16 meter över havet och antalet invånare är 784.
Terrängen runt Hashcheh-ye Soflá är mycket platt. Runt Hashcheh-ye Soflá är det ganska tätbefolkat, med 62 invånare per kvadratkilometer. Närmaste större samhälle är Bandar-e Māhshahr, 18,3 km söder om Hashcheh-ye Soflá. Trakten runt Hashcheh-ye Soflá är ofruktbar med lite eller ingen växtlighet.